# Matthew Ishaya Audu
Matthew Ishaya Audu (Rafin-Pa, 7 de junho de 1959) é um ministro nigeriano e arcebispo católico romano de Jos.
Depois de frequentar o Seminário Menor St. James em Keffi, Matthew Ishaya Audu estudou Filosofia e Teologia Católica no Seminário Maior St. Augustine em Jos. Em 23 de junho de 1984 foi ordenado sacerdote para a diocese de Makurdi.
Audu foi então vigário paroquial em Keffi antes de se tornar vigário paroquial em Lafia em 1986. De 1988 a 1989 foi pastor em Nassarawa. Ele então continuou seus estudos na Pontifícia Universidade Lateranense de Roma, onde obteve uma licenciatura em teologia moral em 1991. Depois de retornar à sua terra natal, Matthew Ishaya Audu tornou-se sub-regente do seminário de São Tomás de Aquino em Makurdi, onde também ensinou teologia moral. Em 1999, Audu recebeu seu doutorado em teologia em teologia moral pela Pontifícia Academia Alfonsiana. De junho a dezembro de 2000 foi regente do seminário de São Tomás de Aquino em Makurdi.
Em 5 de dezembro de 2000, o Papa João Paulo II o nomeou o primeiro bispo de Lafia. Dom Osvaldo Padilla, núncio apostólico na Nigéria, concedeu sua consagração episcopal em 31 de março do ano seguinte; Os co-consagradores foram John Onaiyekan, Arcebispo de Abuja, e Athanasius Atule Usuh, Bispo de Makurdi.
Em 6 de janeiro de 2020, o Papa Francisco o nomeou Arcebispo de Jos. A posse ocorreu em 31 de março do mesmo ano.